# Serial ATA International Organization
Serial ATA International Organization (сокращённо SATA-IO) — независимая организация, занимающаяся развитием и стандартизацией технологии SATA. Официально образовалась в июле 2004 года, поглотив существовавшую ранее Serial ATA Working Group.

## Участники
На данный момент (8 сентября, 2008 год) основными участниками консорциума являются компании Dell, HP, Hitachi, Intel, Maxim Integrated Products, Seagate, Western Digital. Полный список участников можно посмотреть на странице организации .